# Protosporangiida
A Protosporangiida (névváltozat: Protosporangida; más néven Ceratiomyxomycetes, Ceratiomyxea vagy Ceratiomyxales) az Eumycetozoa egyik kládja. Bár korábban ostoros Eumycetozoa-fajokat tartalmazó parafiletikus csoportként határozták meg, mai meghatározása szerint ribocsoport.

## Történet
A nemzetségeit tartalmazó korai rendszertanok (például Calkins 1926-os protozoon-rendszertana) a Myxogastria és nem a Dictyostelia rokonaként írták le azokat, de külön csoportba sorolta – ennek neve Calkinsnál például Exosporeae –, melyet Cavalier-Smith et al. 2004-es rendszertana önálló rendben folytatott.
Eleinte a Mycetozoa primitív csoportjának tekintették egyszerű sporokarpiuma miatt, csak molekuláris filogenetikai elemzések igazolták, hogy a Protosporangiida a Myxogastria egyetlen protoszteloid rokona: a többi protoszteloid csoport a Variosea vagy a Discosea tagja. A csoport e változatát először Spiegel írta le 1981-ben. A 3 nagy Ceratiomyxa-fajt a protoszteloid amőbák felfedezése előtt különös Myxogastria-fajoknak hitték. Shadwick et al. 2009-ben bár gyengén alátámasztották a Protostelialesszel való csoportosítást, nem tudták egyértelműen cáfolni, hogy a Myxogastria testvércsoportja, viszont monofiletikus csoportként írták le. Egy 2010-es kutatás kimutatták a Protosporangiidát, a Myxogastriát és a Dictyosteliát tartalmazó Eumycetozoa monofíliáját, ezt Lahr et al. 2011-es kutatása nem tudta igazolni, azonban Brown és Spiegel 2017-ben előzetesnek számított nagyobb Amoebozoa-mintával történt kutatása alapján mégis alátámasztottnak bizonyult.
Mai értelmében először 2012-ben írták le Shadwick és Spiegel Adl et al. 2012-es eukarióta-rendszertanában. 2023-ban Iwamoto et al. molekuláris filogenetikai elemzéssel igazolták, hogy ez a Myxogastriához legközelebbi klád.
2016-ban Thomas Cavalier-Smith, Ema Chao és Rhodri Lewis írták le először a Protosporangidát, és rend rangjára helyezték. A Protosporangiidaet is ők írták le annak családjaként. Emellett cáfolták e kládok és a többi protoszteloid csoport rokonságát egy utóbbiakban jelenlévő V7-szünapomorfia hiánya alapján.
2017-ben Spiegel et al. a protoszteloid amőbák közé sorolták. 2024-ben Fry et al. a Ceratiomyxa porioidest önálló fajként mutatták ki nukleotid- és aminosav-alapú genetikai elemzéssel.

## Morfológia
Ostoros amőbái kétostorúak, laposak, állábaik szélesek, hegyesek, szemcsés sejtplazma nem áramlik jelentősen bennük. A Ceratiomyxa ostoros amőbái kinetidái kétostorúak, hasonlítanak a Protosporangiidaehoz, de hiányzik a 2. gyökér, a mikrotubulus-szervező központ és a kúpos mikrotubulus-csoport. A mikrotubulus-szervező központ a Protosporangiidaeben a mag közelében van. Spórái sima falúak, és lehetnek gömb, fél- vagy negyed gömb alakúak. Tönkjéről kevés ismeret van, de azok alapján a Schizoplasmodiida, a Cavosteliida, az Evosea és a Discosea fajaiéhoz hasonló.
A Protosporangium articulatum tönkje ízületszerű képződménnyel rendelkezik, és a többi Protosporangium-fajhoz hasonlóan érzékeny. A Ceratiomyxa porioides a többi Ceratiomyxa-fajtól alakja alapján megkülönböztethető: termőtestén pórusok vannak, nem elágazások.
Ostora 2 alapi testtel rendelkezik.

## Életciklus
Kizárólag termőtestképző sporokarpikus fajai vannak, kis protoszteloid sporokarpiumai mikroszkopikus, nem sejtes tönkűek általában 1 (Ceratiomyxa) vagy 1-nél több (Protosporangiidae) spórával. Életciklusában ostoros amőbaként is előfordul, melynek gyökerei az Eumycetozoa többi kládjáéhoz hasonlítanak, de 3. gyökere 2 mikrotubulusból áll. Az ostoros amőba egy- vagy többmagvú amőbává alakul, mely 1 vagy több sporokarpiummá fejlődhet. Prespóráiban a meiózis profázisa történik, a meiózis többi szakasza az érett spórákban történik. Ez alapján életciklusa ivaros – a spóracsírázás haploid ostoros amőbákat hoz létre, melyek egyesülésekor keletkező amőbák kétostorúak, és diploidak. Zigótái a megmaradt haploid amőbákat bekebelezik. Cisztája nem ismert.
A Ceratiomyxa ostoros amőbái 4 magvú spóra csírázásával alakulnak ki, amőbaállapota nyálkadomb- vagy -oszlopszekretáló plazmódium, ez szekretált anyagán egymagvú prespórákká osztódik, melyek tönkkel rendelkező, általában 1 spórás sporokarpiummá fejlődnek. Plazmódiumai akár többméteresek is lehetnek.
A Protosporangiidae mitózisa nyílt, a mitózisorsó központi.

## Rendszertan
2 kládja van összesen 3 nemzetséggel és 10 ismert fajjal, ezek az összesen 5 fajt tartalmazó Protosporangiidae (Protosporangium, Clastostelium) (ICN: Protosporangiaceae) és a szintén 5 fajú monotipikus Ceratiomyxidae (Ceratiomyxa). A Protosporangium 4 fajt tartalmaz.

## Genetika
18S rRNS-e V7-es régiójában nincs a Variosea kládra az E432 hélix alapján jellemző erősen állandósult, a páratlan szakasz felszálló tövén GGGUGAAG, leszálló tövén UGGAUCCU nukleotidszekvencia.